# Hermann Pister

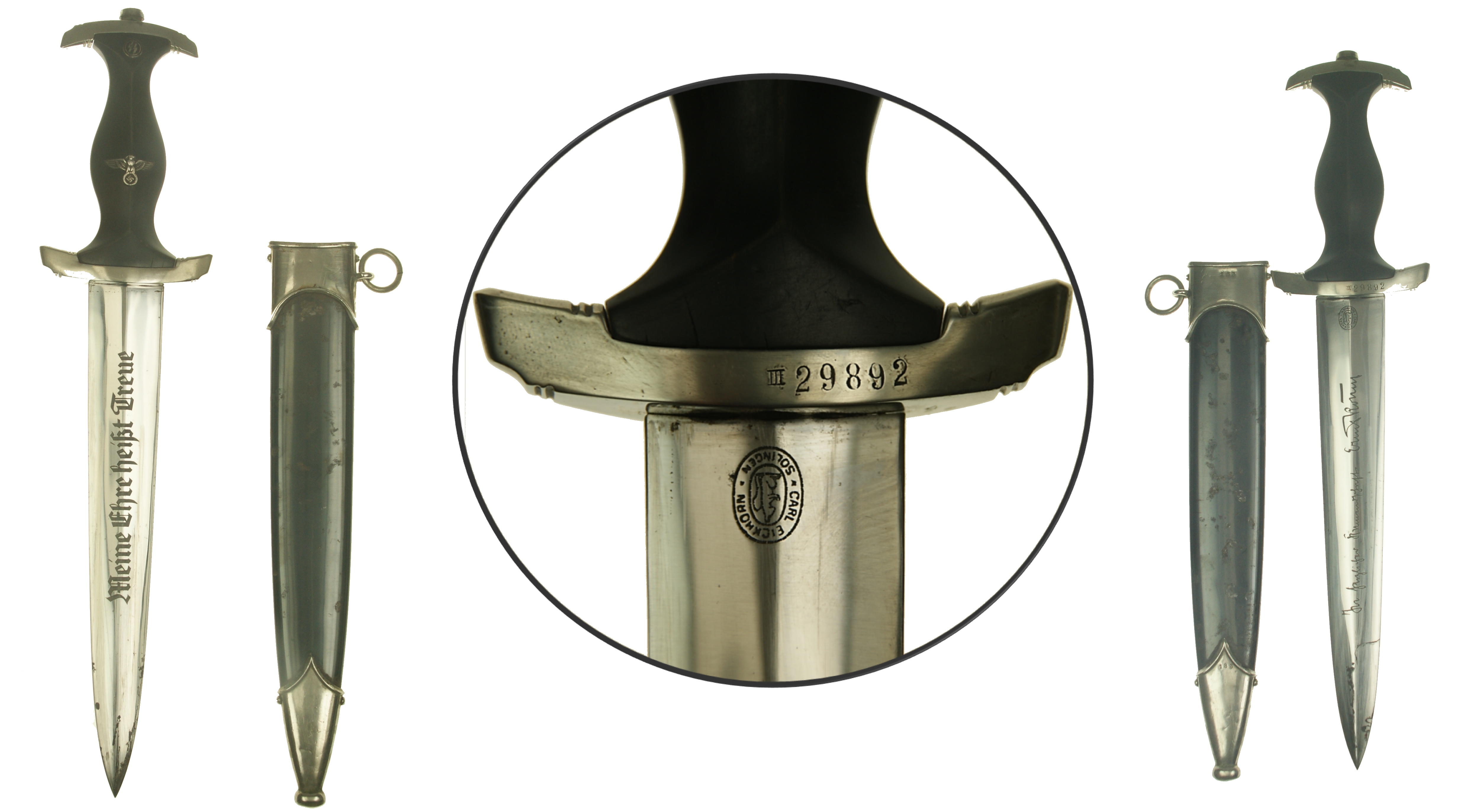
Daga honorària de les SS de Hermann Pister, número SS: 29.892

Hermann Pister (21 de febrer de 1885, Lübeck – 28 de setembre de 1948, Landsberg am Lech) fou un SS Oberführer-SS (coronel) i comandant del camp de concentració de Buchenwald del 21 de gener de 1942 fins a abril de 1945.
Pister era el fill d'un secretari de finances a Lübeck. Es va unir a la Marina Imperial Alemanya el 1916 i va servir fins al final de la guerra. El 1918 va començar un aprenentatge com un mecànic d'automòbils i va passar a convertir-se en un venedor d'automòbils i gerent.
Es va unir al partit nazi (n.° 918.391) i a les SS (Nº 29.892), i fou assignat a les SS Motor Echelon el 1932. El 1933 va ser destinat al Regiment Motoritzat Dinou de les SS i 1936 al Regiment Motoritzat Número 1 de les SS. El 1937 va ser assignat al parc mòbil del Reichsführer de les SS Heinrich Himmler.

## Buchenwald
Pister va rebre el comandament de camp de concentració de Hinzert i va servir allà des del 9 octubre de 1939 al 21 de desembre de 1941. L'1 de gener 1942 va reemplaçar Karl Otto Koch com a comandant de Buchenwald.
Es va donar l'ordre d'evacuar els presoners de Buchenwald a principis d'abril 1945 per evitar el seu alliberament per les tropes aliades. Pister va ordenar sortir a peu el primer grup el 7 d'abril de l'any 1945 per tal de ser enviat a Dachau. Aquest grup va marxar a l'estació del ferrocarril i fou col·locat en vagons oberts. Aquest tren va arribar a ser conegut com el "tren de la mort". No va ser fins al dia 27 d'abril que el tren va arribar a Dachau amb moltes a bord morint de fam i malaltia. També hi va haver proves que el tren havia estat bombardejat. L'SS-Obersturmführer Hans Merbach va rebre l'encàrrec d'evacuar Buchenwald i el tren.
Pister va ser arrestat pels nord-americans el 1945; fou portat a judici per crims de guerra pel Tribunal Militar nord-americà a Dachau amb altres 30 acusats, on va ser acusat de participar en un "pla comú" per violar les lleis i usos de la guerra del Conveni de l'Haia de 1907 i la tercera Convenció de Ginebra de 1929, pel que fa als drets dels presoners de guerra. El judici va començar l'11 d'abril de 1947. Va ser declarat culpable i condemnat a mort a la forca. Pister va morir a la presó de Landsberg d'un atac de cor agut el 28 setembre de 1948.